# Польче (Брасловче)
Польче (словен. Poljče) — поселення в общині Брасловче, Савинський регіон, Словенія. 
Висота над рівнем моря: 286,6 м.